# Lijst van rijksmonumenten in Beesd
De plaats Beesd telt 55 inschrijvingen in het rijksmonumentenregister. Hieronder een overzicht.
| Object | Oorspronkelijke functie?  | Bouwjaar                             | Architect   | Locatie                       | Coördinaten?                  | Nr.?   | Afbeelding |
| --- | ------------------------- | ------------------------------------ | ----------- | ----------------------------- | ----------------------------- | ------ | --- |
| Witgepleisterd huis met verdieping en hoog schilddak, belangrijk door zijn ligging aan de Linge bij de toegang tot het dorp         | Woonhuis                  | derde kwart 19e eeuw                 |             | Havendijk 16                  | 51° 53' 13" NB, 5° 11' 53" OL | 16460  | Witgepleisterd huis met verdieping en hoog schilddak, belangrijk door zijn ligging aan de Linge bij de toegang tot het dorp         |
| Boerderij, T-huis met woongedeelte onder zadeldak tussen puntgevels                                                                 | Boerderij                 | midden 19e eeuw                      |             | Havendijk 23                  | 51° 53' 12" NB, 5° 11' 52" OL | 16461  | Meer afbeeldingen |
| Boerderij, breed woonhuis, rechts onderkelderd, met rieten zadeldak, waarin een dakkapel, waaronder een strolaag                    | Boerderij                 | tweede kwart 19e eeuw (huidige vorm) |             | Middenstraat 26-28            | 51° 53' 7" NB, 5° 11' 38" OL  | 16465  | Boerderij, breed woonhuis, rechts onderkelderd, met rieten zadeldak, waarin een dakkapel, waaronder een strolaag                    |
| Boerderij op L-vormige plattegrond, thans in twee woningen verdeeld                                                                 | Boerderij                 | 18e eeuw                             |             | Middenstraat 42-44            | 51° 53' 6" NB, 5° 11' 31" OL  | 16466  | Boerderij op L-vormige plattegrond, thans in twee woningen verdeeld                                                                 |
| De Vrijheid | Industrie- en poldermolen | 17??                                 |             | Molendijk 12                  | 51° 52' 59" NB, 5° 11' 59" OL | 16467  | Meer afbeeldingen |
| Muldershuis | Woonhuis                  | 16e eeuw (oorsprong)                 |             | Molendijk 14                  | 51° 52' 59" NB, 5° 11' 59" OL | 16468  | Muldershuis |
| Boerderij waarvan het muurwerk gedeeltelijk bestaat uit waarschijnlijk van sloop afkomstige moppen. Rieten schilddak, oude kozijnen | Boerderij                 | mogelijk 18e eeuw                    |             | Voorstraat 5-7                | 51° 53' 8" NB, 5° 11' 53" OL  | 16469  | Boerderij waarvan het muurwerk gedeeltelijk bestaat uit waarschijnlijk van sloop afkomstige moppen. Rieten schilddak, oude kozijnen |
| Huis van beganegrond met twee dakkapellen                                                                                           | Woonhuis                  | derde kwart 19e eeuw                 |             | Voorstraat 11                 | 51° 53' 7" NB, 5° 11' 51" OL  | 16470  | Huis van beganegrond met twee dakkapellen                                                                                           |
| H. Kruisverheffing | Kerk en kerkonderdeel     | 1877                                 | Alfred Tepe | Voorstraat 21                 | 51° 53' 5" NB, 5° 11' 49" OL  | 16471  | Meer afbeeldingen |
| Pastorie der hervormde kerk | Woonhuis                  | 19e eeuw                             |             | Voorstraat 81                 | 51° 53' 2" NB, 5° 11' 34" OL  | 16473  | Meer afbeeldingen |
| Herenboerderij | Boerderij                 | 18e/19e eeuw                         |             | Voorstraat 103                | 51° 53' 2" NB, 5° 11' 27" OL  | 16475  | Herenboerderij |
| Boerderij, T-huis met woongedeelte onder met riet gedekt zadeldak tussen puntgevels                                                 | Boerderij                 | 16e/17e eeuw                         |             | Voorstraat 117                | 51° 53' 1" NB, 5° 11' 22" OL  | 16476  | Meer afbeeldingen |
| De Stoep | Woonhuis                  | derde kwart 19e eeuw                 |             | Voorstraat 2                  | 51° 53' 8" NB, 5° 11' 53" OL  | 16477  | De Stoep |
| Dwarshuis onder zadeldak, rechts onderkelderd                                                                                       | Woonhuis                  | midden 19e eeuw (karakter)           |             | Voorstraat 10                 | 51° 53' 7" NB, 5° 11' 50" OL  | 16478  | Dwarshuis onder zadeldak, rechts onderkelderd                                                                                       |
| Dwarshuis ter breedte van zes vensterassen met lage verdieping en zadeldak                                                          | Woonhuis                  | derde kwart 19e eeuw                 |             | Voorstraat 14                 | 51° 53' 7" NB, 5° 11' 49" OL  | 16479  | Dwarshuis ter breedte van zes vensterassen met lage verdieping en zadeldak                                                          |
| Boerderij op T-vormige plattegrond                                                                                                  | Boerderij                 | waarschijnlijk 18e eeuw              |             | Voorstraat 34                 | 51° 53' 5" NB, 5° 11' 45" OL  | 16480  | Boerderij op T-vormige plattegrond                                                                                                  |
| Houten hoefstal | Industrie                 | mogelijk vroeg 19e eeuw              |             | Voorstraat tegenover 40       | 51° 53' 5" NB, 5° 11' 44" OL  | 16481  | Meer afbeeldingen |
| Sint-Pieterskerk | Kerk en kerkonderdeel     | 1825                                 |             | Voorstraat 92                 | 51° 53' 3" NB, 5° 11' 31" OL  | 16482  | Sint-Pieterskerk |
| Toren Sint-Pieterskerk | Kerk en kerkonderdeel     | ca. 1500                             |             | Voorstraat 94                 | 51° 53' 3" NB, 5° 11' 30" OL  | 16483  | Meer afbeeldingen |
| Praktijkwoning van huisarts met apotheek                                                                                            | Werk-woonhuis             | 1903/1905                            |             | Voorstraat 75                 | 51° 53' 2" NB, 5° 11' 35" OL  | 526182 | Praktijkwoning van huisarts met apotheek                                                                                            |
| Koetshuis met stal behorend bij praktijkwoning                                                                                      | Onderdeel woningen e.d.   |                                      |             | Voorstraat bij 75             | 51° 53' 2" NB, 5° 11' 35" OL  | 528310 | Upload foto |
| Koetshuis met hekwerk | Onderdeel woningen e.d.   |                                      |             | Voorstraat 77                 | 51° 53' 3" NB, 5° 11' 35" OL  | 528311 | Upload foto |
| Mariënwaerdt | Kasteel, buitenplaats     | 1734-1790                            |             | Marienwaerdt t Klooster 9     | 51° 53' 21" NB, 5° 13' 24" OL | 513558 | Meer afbeeldingen |
| Marienwaerdt | Tuin, park en plantsoen   | 1624                                 |             | Marienwaerdt t Klooster bij 9 | 51° 53' 26" NB, 5° 13' 12" OL | 513560 | Upload foto |
| Dienstwoning | Bijgebouwen kastelen enz. | 1734                                 |             | Marienwaerdt t Klooster 8     | 51° 53' 22" NB, 5° 13' 10" OL | 513561 | Meer afbeeldingen |
| Grafzerk | Begraafplaats en -onderdl | 1523                                 |             | Marienwaerdt t Klooster 8     | 51° 53' 22" NB, 5° 13' 10" OL | 513562 | Meer afbeeldingen |
| Tuinmuur | Tuin, park en plantsoen   | 18e eeuw                             |             | Marienwaerdt t Klooster bij 9 | 51° 53' 27" NB, 5° 13' 21" OL | 513563 | Meer afbeeldingen |
| Koude bakken | Tuin, park en plantsoen   | 19e eeuw                             |             | Marienwaerdt t Klooster bij 9 | 51° 53' 27" NB, 5° 13' 21" OL | 513564 | Meer afbeeldingen |
| Pomp | Straatmeubilair           | begin 20e eeuw                       |             | Marienwaerdt t Klooster bij 9 | 51° 53' 27" NB, 5° 13' 21" OL | 513565 | Meer afbeeldingen |
| Druivenkas | Tuin, park en plantsoen   | ca. 1927                             |             | Marienwaerdt t Klooster bij 9 | 51° 53' 27" NB, 5° 13' 21" OL | 513566 | Meer afbeeldingen |
| Kas | Tuin, park en plantsoen   | vroeg 20e eeuw                       |             | Marienwaerdt t Klooster bij 9 | 51° 53' 27" NB, 5° 13' 21" OL | 513567 | Meer afbeeldingen |
| Prieel | Tuin, park en plantsoen   | begin 20e eeuw                       |             | Marienwaerdt t Klooster bij 9 | 51° 53' 18" NB, 5° 13' 11" OL | 513568 | Upload foto |
| Dienstwoningen | Bijgebouwen kastelen enz. | 1750-1800                            |             | Marienwaerdt t Klooster 3     | 51° 53' 24" NB, 5° 13' 5" OL  | 513569 | Meer afbeeldingen |
| Nieuwe Bouwing | Boerderij                 | 1800                                 |             | Marienwaerdt t Klooster 5     | 51° 53' 21" NB, 5° 13' 7" OL  | 513570 | Meer afbeeldingen |
| Schuur | Boerderij                 | 19e eeuw                             |             | Marienwaerdt t Klooster bij 5 | 51° 53' 18" NB, 5° 13' 11" OL | 513571 | Meer afbeeldingen |
| Twee kapbergen | Boerderij                 | ca. 1830                             |             | Marienwaerdt t Klooster bij 5 | 51° 53' 20" NB, 5° 12' 38" OL | 513572 | Meer afbeeldingen |
| Boerderij "Abtsbouwing" | Boerderij                 | middeleeuwen (oorsprong)             |             | Marienwaerdt t Klooster 6     | 51° 53' 18" NB, 5° 13' 11" OL | 513573 | Meer afbeeldingen |
| Boerderij "Lingenhof" | Boerderij                 | laat 18e eeuw                        |             | Marienwaerdt t Klooster 7     | 51° 53' 18" NB, 5° 13' 16" OL | 513574 | Meer afbeeldingen |
| Vloedschuur | Boerderij                 | eerste kwart 19e eeuw                |             | Marienwaerdt t Klooster bij 7 | 51° 53' 26" NB, 5° 12' 21" OL | 513575 | Meer afbeeldingen |
| Houten schuur | Boerderij                 |                                      |             | Marienwaerdt t Klooster bij 7 | 51° 53' 18" NB, 5° 13' 15" OL | 513576 | Upload foto |
| De Lage Sluis | Woonhuis                  | 1925                                 |             | Marienwaerdt Biersteeg 4      | 51° 53' 34" NB, 5° 12' 36" OL | 513577 | Meer afbeeldingen |
| Boerderij "De Hoge Spijk" met aangebouwd bakhuis                                                                                    | Boerderij                 | ca. 1800                             |             | Marienwaerdt Abelenlaan 1     | 51° 53' 38" NB, 5° 12' 35" OL | 515495 | Meer afbeeldingen |
| De Hoge Spijk: kapberg | Boerderij                 |                                      |             | Marienwaerdt Abelenlaan bij 1 | 51° 53' 37" NB, 5° 12' 35" OL | 515496 | Meer afbeeldingen |
| Prinkel | Bijgebouwen kastelen enz. | eerste kwart 19e eeuw                |             | Marienwaerdt Koeysteeg 3      | 51° 53' 40" NB, 5° 12' 37" OL | 515497 | Meer afbeeldingen |
| Toegangshek | Tuin, park en plantsoen   |                                      |             | Marienwaerdt t Klooster bij 9 | 51° 53' 23" NB, 5° 13' 13" OL | 530032 | Meer afbeeldingen |
| Boerderij "De Mouwe" | Boerderij                 | 18e eeuw                             |             | Marienwaerdt Notendijk 2      | 51° 53' 25" NB, 5° 12' 12" OL | 530033 | Meer afbeeldingen |
| Vloedschuur | Boerderij                 | eerste kwart 19e eeuw                |             | Marienwaerdt Notendijk bij 2  | 51° 53' 25" NB, 5° 12' 12" OL | 530034 | Meer afbeeldingen |
| Kapberg en hooiberg | Boerderij                 | ca. 1830 (eerste verm. kapberg)      |             | Marienwaerdt Notendijk bij 2  | 51° 53' 25" NB, 5° 12' 12" OL | 530035 | Meer afbeeldingen |
| Boerderij "De Lage Sluis" | Boerderij                 | mogelijk 18e eeuw                    |             | Marienwaerdt Notendijk 1      | 51° 53' 23" NB, 5° 12' 3" OL  | 530036 | Meer afbeeldingen |
| Boerderij "De Hoge Sluis" | Boerderij                 | 18e eeuw                             |             | Marienwaerdt Appeldijk 1      | 51° 53' 45" NB, 5° 13' 35" OL | 530037 | Meer afbeeldingen |
| Schuur | Boerderij                 | 19e eeuw                             |             | Marienwaerdt Appeldijk bij 1  | 51° 53' 44" NB, 5° 13' 35" OL | 530038 | Meer afbeeldingen |
| Sluis | Waterkering en -doorlaat  | 19e eeuw                             |             | Marienwaerdt t Klooster bij 9 | 51° 53' 23" NB, 5° 13' 13" OL | 530039 | Upload foto |
| Vloedschuur | Bijgebouwen kastelen enz. | ca. 1930                             |             | Marienwaerdt t Klooster bij 9 | 51° 53' 23" NB, 5° 13' 13" OL | 530040 | Upload foto |
| Boerderij "De Neust" | Boerderij                 | 17e eeuw (oorsprong)                 |             | Marienwaerdt Appeldijk bij 3  | 51° 53' 40" NB, 5° 14' 47" OL | 530041 | Meer afbeeldingen |